# Fernán Félix de Amador
Fernán Félix de Amador (  Luján, Provincia de Buenos Aires, Argentina, 26 de julio de 1889 - Olivos, ídem, 26 de diciembre de 1954 ) fue un escritor, poeta y periodista cuyo nombre verdadero era Domingo Fernández Beschtedt que tuvo una extensa trayectoria en su país tanto en el campo docente como en el académico.
Cursó estudios superiores en la Alta Escuela de Arquitectura Paisajista de Steglits (Alemania) y en la Escuela de Altos Tratados Sociales de Paris. Escribió una quincena de libros.

## Actividad docente
Fue profesor de la Escuela Nacional de Artes de Buenos Aires desde 1924, profesor de la Universidad Nacional de La Plata en las Cátedras de Historia del Arte y Cultura Artística para toda la Universidad, incluyendo los cursos de la Escuela Libre de Cultura Integral (1933) y dirigió entre 1930 y 1934 la Escuela Superior de Bellas Artes de la Universidad Nacional de La Plata.

## Actividad profesional y académica
Fue director técnico de exposiciones y jefe de publicidad de la ex Comisión Nacional de Bellas Artes durante 14 años.
Miembro de Jurados de pintura, escultura y literatura, se desempeñó como redactor y crítico de arte del diario La Prensa  de Buenos Aires.
Fue designado académico de número de la Academia Nacional de Bellas Artes en 1936.
Además, fue miembro honorario de varias universidades y centros académicos nacionales e internacionales (Bolivia, Brasil, España).

## Obras
Entre otras obras, escribió las siguientes:
- El Libro de Horas, Paris 1910
- Las Lámparas de Arcilla, Paris 1912
- Vita Abscondita, Buenos Aires 1917
- El Ópalo escondido, 1921
- La copa de David, 1923
- El Cántaro y el Alfarero, 1926
- La España de Felipe II, Toledo y el Greco; Goya y la España de Carlos IV, La Plata 1928.
- La Imagen de la mujer y el concepto de su belleza, La Plata 1930.
- Vita abscondita, Buenos Aires 1916
- Allú Mapu: el país de la lejanía: visiones, paisajes y leyendas de la cordillera austral, Buenos Aires 1941.

## Premios
En 1921 ganó el Segundo Premio Municipal de Poesía y en 1923 fue galardonado con el Primer Premio.

## Homenajes
La biblioteca de la Facultad de Bellas Artes de la Universidad Nacional de La Plata, una escuela y el museo municipal de Bellas Artes de la ciudad de Luján, una calle de la localidad de Olivos, el sitial 13 de la Academia Nacional de Bellas Artes y un sillón académico de la Academia Nacional de Periodismo llevan su nombre en homenaje a su trayectoria.